# Östra Värends domsaga
Östra Värends domsaga var en domsaga i Kronobergs län och Jönköpings län, bildad 1680. Domsagan avskaffades den 1 januari 1971 då verksamheten överfördes till Växjö tingsrätt.
Domsagan omfattade Uppvidinge härad och Konga härad samt före 1795 Östra härad.

## Tingslag
- Östra härads tingslag till 1795
- Konga tingslag till 1947
- Uppvidinge tingslag till 1947
- Östra Värends tingslag från 1948

## Häradshövdingar
- 1680–1682 Paul Rudebeck den äldre
- 1682–1706 Paul Rudebeck den yngre
- 1706–1735 Gustaf Berghman
- 1735–1747 Anders Unge
- 1747–1776 Per Unge
- 1776–1829 Johan Bergencreutz
- 1830–1862 Anders Elfving
- 1863–1885 Adolph Peter Westman
- 1885–1909 Lars Henning August Montelius
- 1909–1937 Tor Astley Junius Ahlström
- 1937–1956 Bertil Zacharias Öhlin
- 1957–1962 Gunnar Ekedahl
- 1963–1970 Lennart Wetterling